# Confident (Justin Bieber)
Confident è un singolo del cantante canadese Justin Bieber, pubblicato come decimo estratto della Music Mondays e dalla raccolta Journals.

## Descrizione
Il brano è stato scritto da Justin Bieber, Kenne, Maurice "Verse" Simmonds e Chancelor Bennett. Il video del brano, girato da Colin Tilley, è stato pubblicato sul suo canale VEVO di YouTube il 29 gennaio 2014.

## Classifiche
| Classifica (2013) | Posizione massima |
| ----------------- | ----------------- |
| Austria           | 48                |
| Belgio (Fiandre)  | 34                |
| Belgio (Vallonia) | 34                |
| Canada            | 29                |
| Danimarca         | 1                 |
| Francia           | 88                |
| Germania          | 61                |
| Italia            | 43                |
| Paesi Bassi       | 23                |
| Spagna            | 30                |
| Stati Uniti       | 41                |
| Svizzera          | 37                |